# Un baiser volé
"Un baiser volé" (tradução portuguesa:  "Um beijo roubado") foi a canção que representou o Luxemburgo no Festival Eurovisão da Canção 1991 interpretada em francês por Sarah Bray. Foi a sétima canção a ser cantada na noite do festival, a seguir à canção austríaca "Venedig im Regen", cantada por Thomas Forstner e antes da canção sueca "Fångad av en stormvind", interpretada por Carola. A canção luxemburguesa terminou em 14.º, recebendo um total de 29 pontos.

## Autores
- Compositor: Patrick Hippert
- Letrista: Mick Wersant (nome verdadeiro de Sarah Bray) e Linda Lecomte
- Orquestrador: Francis Goya

## Letra
A canção é um desejo de esperança no mundo moderno, com Bray cantando que algo tão simples como um "beijo roubado" pode brilhar um dia.